# Eodromia
Eodromia is een geslacht van kreeftachtigen uit de klasse van de Malacostraca (hogere kreeftachtigen).

## Soort
- Eodromia denticulata McLay, 1993